# Léon-Auguste Perrey
Pour les articles homonymes, voir Perrey.
Léon-Auguste Perrey, né le 24 août 1841 à Paris et mort le 19 mars 1900 à Paris, est un sculpteur français.

## Biographie
Il est médaillé en 1866 et 1867 et obtient une médaille de bronze à l'exposition universelle de Paris de 1889.
Il demeure 21 avenue de Saxe à Paris.

## Réalisations
- Pierre-Jean David d'Angers, 1888, buste en pierre, jardin du Luxembourg, Paris
- cariatides, maison Pinet, no 44 rue de Paradis, Paris

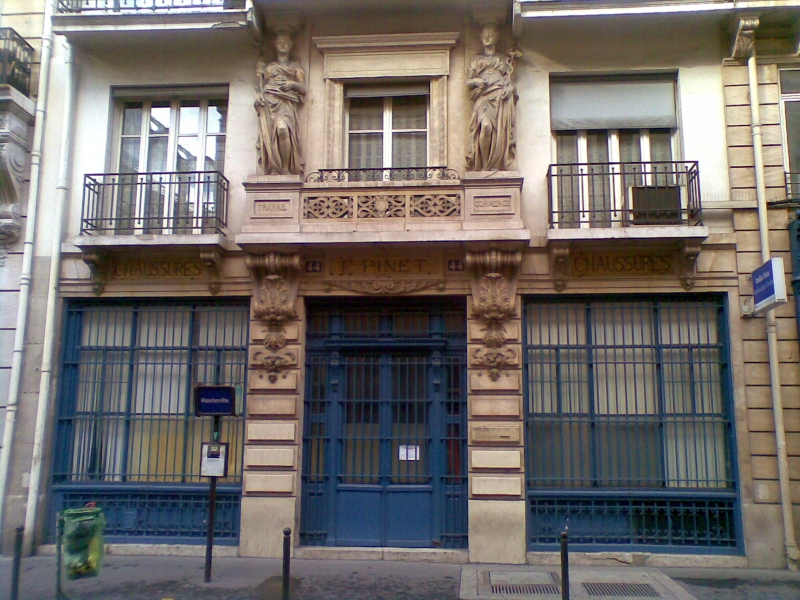
No 44, maison Pinet.